# Komitat Szeben
Komitat Szeben (węg. Szeben vármegye, rum. Comitatul Sibiu) – komitat Królestwa Węgier, leżący na terenie Siedmiogrodu. W 1910 roku liczył 176 921 mieszkańców, a jego powierzchnia wynosiła 3313,52 km². Jego stolicą był Sybin.
Graniczył z komitatami Hunyad, Alsó-Fehér, Nagy-Küküllő i Fogaras oraz z Rumunią.
W wyniku podpisania traktatu w Trianon w 1920 roku obszar komitatu znalazł się w granicach Królestwa Rumunii.